# Tomás de Torrejón y Velasco
Pour les articles homonymes, voir Torrejón et Velasco.
Tomás de Torrejón y Velasco (ou aussi, selon les sources, Tomás Torrejón y Velasco ou Tomás Torrejón de Velasco ; Villarrobledo, Espagne, 21 décembre 1644 - Lima, Pérou, 23 avril 1728) est un compositeur et organiste espagnol de la période baroque.

## Biographie

### En Espagne
Tomás de Torrejón y Velasco naît le 21 décembre 1644 à Villarrobledo, dans la province d'Albacete, et y est baptisé deux jours plus tard, le 23 décembre. Il vit ses premières années à Fuencarral, village qui trois siècles plus tard, le 10 novembre 1950, sera annexé à Madrid et qui depuis cette date fait partie du district de Fuencarral-El Pardo. Le père de Tomás, Miguel de Torrejón, chef des chasseurs de Philippe IV, était originaire de Fuencarral. La mère du compositeur s'appelait María Sánchez Salvador.
En 1656, alors qu'il habite encore en Espagne et qu'il n'a que douze ans, Tomás de Torrejón y Velasco devient page au service de Pedro Antonio Fernández de Castro Andrade y Portugal, Xe comte de Lemos et Grand d'Espagne. Il est probable qu'à cette époque Torrejón y Velasco ait étudié auprès du musicien Juan Hidalgo et aussi qu'il ait visité la ville de Naples.

### En Amérique
En 1667 Pedro Antonio Fernández de Castro Andrade y Portugal est nommé vice-roi du Pérou et Tomás de Torrejón, déjà devenu le gentilhomme de chambre du comte, embarque avec lui à Cadix le 6 février, en partance pour la vice-royauté du Pérou, dans le Nouveau Monde. Le musicien est accompagné de sa première épouse, María Manuela Bermúdez. Dans le même bateau qui les transporte outre Atlantique, voyage aussi un autre grand musicien de l'Espagne de l'époque, Lucas Ruiz de Ribayaz. Le voyage se poursuit jusqu'à Lima, où ils arrivent le 9 novembre 1667. Fernández de Castro entre dans ses nouvelles fonctions en tant que nouveau vice-roi le 21 novembre. Au cours des six années qui vont suivre et à différents endroits de la vice-royauté du Pérou, Torrejón y Velasco remplira différentes tâches administratives et militaires au service du vice-roi, qui lui, mourra en décembre 1672.
Le 1er janvier 1676, Torrejón est nommé maître de chapelle à la cathédrale de Lima, avec un salaire de 600 pesos, succédant à ce poste à Juan de Araujo (1646-1712). Il a été avancé que Torrejón lui-même avait été son professeur. Dans tous les cas, la chapelle de musique de la cathédrale fut augmentée en 1679 grâce au travail de Torrejón. En 1680 il fait construire le deuxième orgue. Grandement reconnu pour ses compétences musicales, il fut le premier maître de chapelle n'ayant pas été un homme d'Église. Il fut néanmoins une personne dotée de fortes convictions religieuses et prôna un ferme accomplissement de tous les devoirs religieux.
Tomás, son fils le plus âgé, qu'il eut avec sa première épouse, fut prêcheur jésuite. Après le décès de sa première femme, Torrejón y Velasco épousa Juana Fernández de Mendía, femme créole née en 1648 (ou 1649) à Callao. De ce second mariage naquirent cinq enfants, dont quatre suivirent les pas pieux de leur demi-frère aîné.
La célébrité de Torrejón s'étendit dans tout le continent américain, jusqu'au Panama et au Guatemala. Il meurt à Lima en 1728 à l'âge de 83 ans.

## Parcours artistique

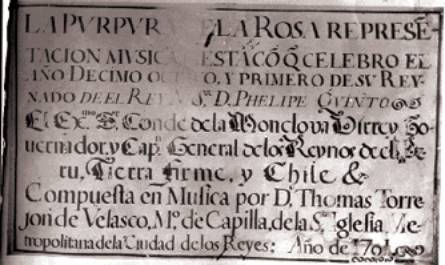
Feuillet de couverture d'une partition manuscrite originale de La púrpura de la rosa, l'une des deux seules conservées au monde

Torrejón y Velasco est parvenu a élever à un haut degré d'expression le villancico baroque espagnol dans l'Amérique coloniale. Il s'occupa aussi de mettre en musique tous les grands événements officiels de la vice-royauté du Pérou, comme les célébrations en l'honneur du bienheureux Toribio de Mogrovejo (les textes de sept villancicos, composés en 1680 à cette fin, sont encore de nos jours conservés) ou l'acclamation à Louis Ier. Son héritage musical se trouve en partie à Cuzco (Pérou) et à Sucre (Bolivie), entre autres endroits et archives. Une quinzaine de ses manuscrits originaux est par exemple conservée aux archives historiques de la cathédrale du Guatemala. Sa berceuse Desvelado dueño mío, qu'il qualifia de rorro (« nourrisson ») comme type de pièce musicale, sorte de catégorie de villancico, connut une grande popularité et fut chantée à Cuzco longtemps après sa mort.
De la période où il vivait encore en Espagne il a été spéculé que Torrejón y Velasco ait peut-être étudié l'art musical auprès du musicien Juan Hidalgo de Polanco. Juan Hidalgo avait mis en musique l'œuvre lyrique La púrpura de la rosa (opéra ou zarzuela ; les catégories ne sont pas tranchées à cette époque, époque où d'ailleurs le terme « opéra » n'existe pas), sur un livret de Pedro Calderón de la Barca. Livret que reprendra Torrejón. La musique de la version de Juan Hidalgo (de 1659) est perdue, mais de la version de Torrejón deux manuscrits de sa partition, datée de 1701, sont conservés : l'un à Lima, à la Bibliothèque nationale du Pérou, et l'autre en Angleterre, à la Bibliothèque bodléienne de l'Université d'Oxford. La version de Torrejón de La púrpura de la rosa pourrait être une adaptation ou une simple réécriture de la musique composée par Hidalgo quarante-deux ans avant, mais il est tout aussi possible qu'elle eût été composée à part entière par Torrejón lui-même.

## Choix d’œuvres (parmi celles conservées)

### Musique séculière[4]
a) Musique théâtrale
- La púrpura de la rosa (1701)

b) Villancicos
- A cantar este día, flores
- A la fiesta convoco
- Ala, ola, a la xacarilla
- De Toribio las luzes
- En confusos abismos de luzes
- Enigma soy viviente
- Gilguerillo que cantas gimiendo
- Miren aquí todos cuantos saber desean
- Quando el bien que adoro
- Quatro plumages ayrosos
- Salga ya del silencio
- Si el Alva sonora se zifra en mi voz (1719)
- Tus cardinales virtudes Toribio

c) Rorro
- Desvelado dueño mío

d) Dance
- A este sol peregrino, vailete

### Musique religieuse
- Aue Verum Corpus
- Christus factus est
- Dixit Dominus (pour trois chœurs)
- Dixit Dominus (pour une autre distribution)
- Aleph. Quomodo sedet (première Lamentation du Mercredi Saint)
- Magnificat
- Nisi Dominus
- Regem cui Omnia Vivunt